# 釋觀妙
觀妙老和尚（1902年6月15日—1968年8月31日），俗名陳朝榮，法名觀妙，臺灣佛教禪師，屬凌雲寺派下僧侶，1960年代的艋舺龍山寺住持。

## 略歷
陳朝榮於臺灣日治時期生於桃園廳（今新北市三峽、鶯歌一帶），父親陳新圓、母親謝粉，兄弟五人排行第五，家族世代務農。13歲始持齋禮佛，往返萬華新約龍華佛教聖國山保安堂習經聞法四年，決心循入佛門。其後便至桃園大溪齋明寺長住修行十年，時該寺尚與臺北靈泉禪寺、凌雲禪寺、大湖法雲禪寺等三大佛寺過往甚密。32歲時，陳朝榮師從凌雲禪寺住持覺淨老和尚披剃出家，取法號「觀妙」，於此住寺七年。
1937年中日戰爭爆發，釋觀妙為避禍，轉往臺北內湖峰碧山圓覺寺，隱居山林苦修23年。1945年8月臺灣光復。1952年，釋觀妙前往臺南縣白河鎮大仙寺受三壇大戒。
1960年艋舺龍山寺住持釋達華禪師辭職，該寺董事會要員吳永言與時任臺北市市長黃啟瑞等管理委員三度拜謁懇託時已兼任凌雲、圓覺兩寺住持的釋觀妙出任艋舺龍山寺住持。隔年4月29日，龍山寺邀宴達官顯貴，為觀妙法師舉辦「晉山大典」，正式出任艋舺龍山寺住持。1962年4月15日，確立住持三年任期制、由董事會聘任之制度。住持期間主理多項佛事法會，並積極籌辦弘法講會，邀請諸位高僧來寺開示說法。其每月積極濟貧救苦，長期捐獻善款予「愛愛寮」等在地慈善機構。在任期間主持寺院前後殿腐損部分之重修工程。
1968年8月31日，因感冒不癒圓寂於龍山寺方丈室，世壽67歲，僧臘36載，戒臘16載。由釋通明繼任代理住持。是年9月14日下午13時由龍山寺時任董事長吳永言主持告別儀式。